# Sicherheitsberatung
Die Sicherheitsberatung ist eine Beratungsdienstleistung, die zum Ziel hat, Menschen, Sachgüter, Daten und Betriebsabläufe vor Schaden zu bewahren sowie deren Verfügbarkeit sicherzustellen.
Unterschieden wird dabei in Schutzmaßnahmen gegenüber böswilligen Eingriffen Dritter (Security) und Maßnahmen der Arbeits- und Betriebssicherheit (Safety).
In Deutschland wie auch in der Schweiz gründeten sich mit dem Ziel der transparenten unabhängigen Beratung einzelne Verbände, wie der Bundesverband unabhängiger deutscher Sicherheitsberater und -Ingenieure e.V. (BdSI) und die Schweizerische Vereinigung unabhängiger Sicherheitsingenieure und -Berater. Dabei definiert der BdSI ein Beratungsunternehmen dann als seriös, wenn es eine mehrjährige Berufserfahrung, eine Hersteller- und Produktneutralität, qualifiziertes Fachberaterpersonal sowie eine rechtliche und finanzielle Unabhängigkeit nachweisen kann.